# Lampanyctus tenuiformis
Lampanyctus tenuiformis är en fiskart som först beskrevs av Brauer, 1906.  Lampanyctus tenuiformis ingår i släktet Lampanyctus och familjen prickfiskar. Inga underarter finns listade i Catalogue of Life.